# الخاندرو پادیلا
الخاندرو پادیلا (انگلیسی: Alejandro Padilla؛ زادهٔ ۲۸ ژانویهٔ ۲۰۰۱) بازیکن فوتبال اهل ایالات متحده آمریکا است.